# Língua marubo
Marúbo é uma língua pano falada no Brasil próximo a fronteira com o Peru. Segundo estimativas de 2012, havia 1 250 falantes distribuídos nos rios Javari, Curuçá e Ipixuna e nas cidades de Atalaia do Norte e Cruzeiro do Sul.
Em 2023, foi declarada língua oficial do Amazonas, juntamente com outras 15 línguas indígenas.